# 방응모
방응모(方應謨, 평안북도 정주, 1883년 1월 3일 또는 9월 29일 ~ 1950년 8월 추정)는 일제강점기의 교육자, 언론인, 법조인, 기업인이자 일제강점기와 대한민국의 언론인이며 정치인이다. 호는 춘해(春海)이고, 뒤에 계초(啓礎)로 고쳤다.
1922년 동아일보 정주 지국을 인수해 지국장을 지내다가 1924년 금광업에 뛰어들어 큰 부를 얻게 되었다. 1932년 6월 조선일보에 입사하였고 이후 영업국장이 되어 조선일보의 판매망을 장악하게 되고 경영권을 인수하면서 1933년 3월 조선일보 부사장이 되었다. 1933년 7월부터 1950년 7월까지 종신으로 조선일보의 사장을 역임하였다. 1935년 창간한 월간잡지 '조광(朝光)'은 친일 논란이 있다. 언론계에서 활동하면서도 사업가의 길을 함께 걸었고, 교육 장학 활동을 하였으며, 1945년 광복 직후 조선재외전재동포구제회 고문과 건국준비위원회 위원으로 활동했다. 안재홍의 추천을 받아 한국독립당 중앙상무위원과 독립촉성국민회 총무부장을 역임하기도 하였다.
해방 정국에서 김구의 재정적 후견인으로 이봉창, 윤봉길, 백정기 등 삼의사 유골 봉환 사업과 신탁통치 반대 운동 등에 참여하여 활동했다. 대한민국 수립 이후 사회민주주의 정치가인 조소앙과 사회당을 결성해 문교정책위원장으로 선출되었다. 1950년 5월 30일 제2대 대한민국 국회의원 총선거에 출마했으나 차점자로 낙선했다.
1950년 6월 25일 한국 전쟁이 발발했지만 피난을 가지 않고 서울 자택에 머물다가 1950년 7월 6일 납북되었다. 납북 후 행적은 "1950년 9월 28일 트럭에 실려 가다 미군기의 공습을 받아 사망했다"라는 증언만 있고 확실히 밝혀진 것은 없다.

## 생애

### 생애 초기

#### 출생과 성장
방응모는 1883년(고종 20년) 1월 3일 또는 9월 29일 평안북도 정주군 동률면(훗날의 정주시 고암면) 소암동 바우머리 부락 또는 정주군 정부면 성내동 425번지에서 방계준(方桂準)과 온양 박씨(溫陽朴氏)의 둘째 아들로 출생하였다. 본래는 온양 방씨의 후손 이었으나 평안북도로 이주한 뒤 집안은 몰락했고 아버지 방계준은 가난한 선비로 농업으로 겨우 생계를 꾸려 나갔다. 그가 어려서 살던 정주군 동률면 소암동 바우머리 부락은 온양 방씨의 집성촌이었고, 소암동의 아랫마을인 족지골은 승씨 집안의 집성촌이었다. 방응모의 위로 친형 방응곤이 있었는데, 후일 조선일보의 사주가 되는 방일영과 방우영 형제의 아버지 방재윤의 생부는 방응모의 친형 방응곤이었다. 어려서 그는 마을의 독장산을 자주 올랐다고 한다.
그는 어려서 집중력이 남달리 뛰어난 반면 고집이 셌다는 평이 있다. 그의 삼촌 방계묵(方啓默)은 그의 고집있는 기질을 두고 저놈은 쇠작두 말고 나무 작두로 잘라 죽여야 된다는 말을 하기도 했다 한다. 그러나 친척들의 야멸찬 말들이 그에게 상처를 주거나 영향을 미치지는 않았다 한다. 또한 그의 유년시절을 본 이들의 증언에 의하면 그가 태어날 당시 태몽도 없었고, 신동이라는 말도 별다르게 듣지 않았다고 한다. 어려서 빈곤한 가정환경으로 방응모는 정규 학교에는 입학하지 못하고, 16세 때까지 서당에 드나들며 한학을 익혔다. 서당에서 한학을 배우던 중 그가 어느정도 실력이 우수하다고 인정되자, 스승인 승창률은 잠시 방응모에게 어린아이들을 돌보게 한 후 자리를 피하곤 했다 한다. 그는 홀로 사서육경을 탐독, 독파하였다. 21세 무렵 잠시 서당 훈장을 지내기도 했다.
1896년 독립협회의 활동 소식을 접하게 되었다. 형 방응곤이 예배당에 다니게 되자, 그를 통해 신문물의 존재를 인식하게 되었다. 그 뒤 우연히 경성부에 갔다가 신문물을 보고 충격을 받아 17세에 독학으로 신학문과 일본어, 중국어, 수학 등을 독파하였다. 유년시절 서당의 성리학 스승이던 승창률의 친척인 승시영(承時榮)과 조씨(趙氏)의 딸 승계도와 결혼했다. 첫 아들은 요절했고, 둘째 아들 역시 1902년 9월 콜레라가 창궐하자 사망했다. 그는 결국 친형 방응곤의 권고로, 방응곤의 세 아들 중 둘째 아들인 방재윤을 양자로 입양했다. 그러나 방재윤은 후일 1940년 나무 심기 사업에 출장갔다가 입원한 병원에서 간호사가 주사를 잘못 놓아 사망하였다.
결혼한 다음 해에도 그는 공부를 한다며 책만 사다 읽곤 했고, 부인 승계도는 생계를 위해 몸소 나섰다. 부인 승계도는 친척 가운데 콩을 싸게 넘겨주는 이들이 있어 그 콩으로 두부를 만들거나 콩나물을 키워 장사를 하였다. 그의 아내 승계도는 남편에 대한 믿음이 절대적이었고 탓을 하거나 가출하지 않았다. 이후 그는 서당 훈장으로 초빙되었으나, 그가 가는 마을의 기존 훈장, 한학자들은 그를 적대적으로 대했다. 그렇다고 마을 사람들의 일부 지명이 있었으나 자신의 스승의 자리를 침해할 수 없다 하여 그는 자신의 동리의 훈장일은 사양하였다. 그는 마을을 나가 신학문을 하는 친구들과 어울렸다.

#### 출가와 복귀
1901년 결혼 후 3년 만에 그는 홀연히 집을 떠났다. 이미 그와 승계도에게는 아들 하나가 태어나 있었고 또 하나의 아들이 임신 중이었다. 당시 양반 관료들이나 식자, 지역 토호들은 자기 아들들, 동생들과 딸을 일본으로 유학을 보냈다. 어느정도 여유가 있는 집안도 아들 중 한 명을 일본으로 유학보냈으므로, 그도 유학을 원했지만 가정 환경상 학업을 할 수 없었다. 그는 탈출하고 싶은 심정으로 방랑하였다. 1901년 그는 아내에게 한마디 말도 하지 않고 홀홀단신 길을 떠났다. 그가 아무 말없이 가출하자 부인 승계도는 두부를 팔고 저녁에 집에 와 보니 그가 없었다. 그가 책을 구하러 잠시 먼 길을 나간 것으로 알고 밥상을 차려 놓고 기다렸으며, 그로부터 며칠 후 남편의 가출을 알게 되었다.
2년을 기다렸지만 방응모는 돌아가지 않았고, 아내 승계도는 돈을 마련하고 사람을 사서 남편의 행방을 찾았다. 당시 전국을 돌아다니는 방물장수들이 부업으로 청탁을 잘 처리해주고 있어 승계도는 자신이 시집올 때 받은 금가락지를 용역비로 내놓았다. 3개월 만에 방물장수는 방응모가 함경도의 어느 마을에서 서당 훈장을 하고 있다는 소식을 전해주었다. 승계도는 그 길로 사람을 사서 남편을 찾아가 집으로 돌아오게 했다. 1903년 함경도의 서당 훈장 일을 그만두고 정주군으로 되돌아왔다.

#### 계몽 운동
1903년 부인 승계도의 권고로 귀가한 방응모는 "백성이 깨우쳐야 되는데"라는 말을 혼자 읊조렸다 한다. 도산 안창호와 남강 이승훈이 연사로 돌아다니며 애국 계몽 강연과 문맹들의 교육, 야학 사업을 하였고, 여기에 감동받은 청년들이 서당과 야학을 열고 문맹들과 여성들에게 한글 교육을 하였다. 도산 안창호의 강연과 남강 이승훈의 강연을 찾아다니며 듣다가 감동받은 방응모 역시 교육, 계몽에 참여하였다.
1904년 9월 콜레라가 전염병으로 유행할 때 두 아들을 잃었다. 부인 승계도는 병으로 경성의전에서 복부 수술을 받은 것이 잘못되어 아이를 낳을 수 없게 되었다. 두 아들을 잃은 허탈감을 이기려 더욱 더 자신의 신념을 구체화하는데 몰두하였다. 방응모는 가끔 지인을 집에 데려와 술상을 놓고 이야기하면 대화 가운데 민립 대학을 세워야 한다는 이야기가 오가곤 했다. 곧이어 그는 정주읍내의 정주읍청년회와 기성회에 가입하여 활동하였다.
그는 혈기만으로 나서서는 안된다고 보고 부지런히 소문들을 접하고 나름대로 실정 분석도 하였다. 1907년 7월 14일 헤이그에 밀사로 파견된 이준이 현지에서 사망했다는 소식을 접하기도 했다. 그는 청년회의 활동에 몰두하였으나, 농번기에 작은 일손이라도 더 필요했던 동리 노인들은 젊은 아이들이 일은 하지 않고 무슨 모임이다 하여 어울려 돌아다니는 꼴을 부정적으로 바라보았다. 또한 모임 구성원들 역시 "의식 자체가 아직 전근대적이었고, 사고의 분화를 겪지도 않은데다가, 이들의 조직 활동이 기분 좋으면 나오고 기분 나쁘면 빠져 버리는 것이 예사"라 청년 모임들은 모두 실패하고 말았다. 청년단체의 실패에 좌절하고 다시 귀향했으며, 이때 그는 춘해(春海)라는 아호를 스스로 지었다. 그의 집안에서는 그가 정착하기를 바라고 정주읍사무소 소재지인 정주읍 성내동에 집을 얻어 주었다.
안창호의 계몽 강연에 감동받은 남강 이승훈이 1907년(융희 1년) 8월 김덕용(金德鏞)을 초빙하여 정주군 갈산면 익성동 오산에서 신식 교육을 하는 소학교 과정의 학교 강명의숙을 세우고 산수, 수신, 역사, 지리, 체조를 가르쳤고, 그해 12월에는 중학교 과정인 오산학교를 세우고 학생 7명을 처음 받아들여 개교했다. 1908년에는 오산학교에 학생들이 모여 3개 반으로 편성되었고, 정주군 출신의 춘원 이광수가 오산중학교의 교사로 초빙되어 축구, 야구, 테니스, 배구 등을 지역에 처음 소개하였다. 방응모는 어느 이름이 알려지지 않은 학교에 입학해 신학문을 접했다. 그는 이승훈과 의기투합해 민립 대학을 세우는 운동을 추진했지만 조선총독부 평안북도청 학무국에서 승인을 거부하여, 대학 설립에 실패했다.
1911년에는 신식 학교에서 교사로 일시적으로 교편을 잡았으나 그만두었다. 11년 정주읍내 변호사 사무소에 취직, 1914년까지 대서업에 종사했다. 1915년 자신의 집을 이용해 여관업을 시작했다. 1915년 방응모는 정주읍내에 농촌진흥회를 조직하고 주변 지역에 지부를 설립했으며, 읍내에서는 유지 청년들과 내외 유학하는 학생들을 규합해 청년지도와 농촌 진흥에 참여했다. 정주농촌진흥회에 참여한 전우현(全禹鉉)은 중앙고등보통학교 1회 졸업생으로 보성전문학교를 중퇴하고 고향에 내려와 있었다. 방응모와 같이 농촌진흥회 활동을 하던 그는 오산학교의 교감으로 초빙되었고, 전우현을 통해 1915년 조만식을 소개받았다.

### 언론, 기업 활동

#### 계몽 활동과 언론 활동
1915년부터 1924년 방응모는 지역 지식인들, 유학파 청년, 계몽 청년들이 모여 민립대학 설립운동을 하는데 참여했고, 민립대학기성회 평안북도지부에서 활동하면서 민립대학기성회 중앙회 중앙위원 조만식 등과 가깝게 지내게 되었다. 언변과 용모가 되었던 그의 여관에도 손님들이 몰렸고, 그가 "2백원도 좋고 5백원도 좋다며 보태달라"고 하면 기부금을 내는 이들이 있었다. 대신 하룻밤을 의탁하려고 그의 여관을 찾은 이들에게 무료 숙식을 제공하기도 했다. 1919년 정주에서 3.1 만세 운동이 벌어지자, 그도 만세 운동에 참여하였다. 그러나 조선총독부 형사들의 눈을 피해 방응모는 만세운동을 하다 재빨리 몸을 피해 화를 면했다.
1920년 4월 민간 신문지가 개설되었다는 소문을 듣고, 정주읍내 정주보통학교 앞에 개설된 동아일보사 정주분국을 자주 찾아 동아일보를 구독했다. 방응모에 의하면 당시 정주읍의 인구는 7~8천명이었고, 동아일보사 정주군분국에서 간행하는 동아일보 신문은 총 100여 부라 했다. 그는 친구 전우현과 그의 소개로 만난 조만식을 통해 조만식의 일본 유학 친구인 인촌 김성수를 소개받았다.
1922년 6월 동아일보 정주분국을 인수하여 분국장에 취임했다. 6월 9일에는 정주군 지역 체육행사로 테니스 대회를 개최하였다. 그는 동아일보 정주분국을 경영하는 동시에 그는 농촌 계몽운동 등에 적극 투신하여 인망을 쌓았다. 처음 몇번은 친구 전우현의 자금을 빌려 부족분을 메우기도 했다 한다. 1922년 6월 19일 동아일보 본사를 설득하여 정주분국을 동아일보사 정주지국으로 승격시켰다. 동아일보사 지부장 재직 시 그는 전우현과 함께 의기투합하여 민립 대학 설립 자금과 농촌진흥회 회원의 여비와 회비를 염출하기 위한 목적 및 당시 교사도 없이 난관에 처했던 오산학교의 재개교를 위한 "오산학교의 부흥 운동을 목표로 한 재단법인 촉성 기금 마련" 등을 계획했다. 총독부의 인허가 거부로 실패한 대학 설립 자금은 고스란히 오산학교의 부활과 복교 자금으로 투입되었다. 1920년 1월에 경성형무소에서 가석방된 조만식은 이승훈을 만났고, 다시 조만식이 오산학교를 맡으면서 학교는 다시 정상 운영되었다.
1923년 동아일보 정주군 분국이 지국으로 승격되자 정주 지국장으로 동아일보 정주지국을 경영하였고, 같은 해 7월 여성들의 사회참여와 평등권 신장을 위한 여자교육회의 결성에 참여하였다. 이후 대규모 수해가 나자, 정주군 수해구제회를 결성하여 봉사활동에 가담하기도 했다. 1923년 4월 조만식·송진우·안재홍·김성수 등의 주도로 민간 자본으로 대학교 설립을 추진하기 위한 조직인 조선민립대학기성회가 결성되자, 방응모는 민립대학 기성회에 참여하여 민립대학기성회 정주군준비회 집행위원으로 활동하였으며, 5월에 조선민립대학기성회 정주지방지부가 설립되자 기성회 정주지부 상무위원을 맡았다.
정주분국이 지국으로 승격되면서 그는 지국장으로 다시 인근지역에 분국을 설치하고 분국장의 인사에도 관여했다. 1926년 동아일보사 정주지부의 관할지인 귀성군에 동아일보사 귀성군분국이 신설, 설치되고 소월 김정식이 대표자로 임명되었다. 한편 동아일보 본사에서는 밀린 대금을 계속 독촉했고, 상황이 여의치 않아 대금납부가 어려워져 동아일보 본사는 그의 계약금에서 대금을 깎았다.
계속되는 미수금의 누적으로 동아일보사 본사에서 정주지국으로 본사 직원들을 조사차 파견하기도 했다. 1925년 12월 23일에는 지국 운영의 어렵다는 사정을 신문의 사고를 통해 밝히며 구독자들의 외상대금을 청구하는 내용을 동아일보 지방판에 싣기도 했다. 그는 동아일보 본사를 찾아가 통사정을 했는데, 이때 만난 군산 출신의 동아일보 영업국장 김철중(金鐵中)과 사귀게 되었다. 방응모의 인품을 알아본 김철중은 후일 방응모가 광산을 운영할 때 일본 유학을 보냈던 자신의 아들 김선태(金善泰)를 방응모의 광산에서 전기기술자로 일하도록 주선하기도 했다. 1927년 5월 26일 동아일보사 정주군지부장에서 물러나 동아일보사 고문으로 추대되었다.

#### 광업 경영과 조선일보 입사
1924년 봄 오산학교 교감으로 있던 전우현이 방응모와도 안면이 있던 금광 채굴업자 두 명을 데리고 그를 찾아왔다. 그들은 자신들이 봐 둔 산이 있다고 방응모에게 소개했다. 그는 선천군의 지역 유지이자 최창학의 친구이며, 그가 동아일보 지국장으로 알게 된 이봉찬을 찾아갔다. 한학자로 알고 있던 그가 금광 투자를 제의하자 "한문이라면 빼지 않고 알려고 드는 한학 훈도가 어떻게 금광을" 하느냐 하였지만, 이봉찬은 그에게 금광, 광산에 대한 지식을 알려주었다. 이봉찬은 그에게 광산 지식을 알려주며 최창학의 소유지 중 폐광을 빌리는 법을 알려주었다. 방응모의 됨됨이에 감복한 듯, 그의 수많은 질문에 적잖은 충고를 자임해주었다. 이봉찬은 최창학에게 방응모를 소개하는 편지를 수차에 걸쳐 보내주었다. 이봉찬은 방응모의 친구들이 봐 둔 갱도를 임대받도록 도와주었다. 이봉찬은 방응모의 한학 실력과 사람됨을 알아보고 있어, 자금을 쾌히 빌려주었다.
이후 광산업에 뛰어들어 1924년 여름 압록강변의 최창학 소유 폐금광인 평안북도 삭주군 외남면 교동 다릿골의의 삭주 교동광업소를 찾아가 10미터 정도 땅을 파고 금맥을 발견했다. 바로 삭주 교동광업소를 인수, 경영을 확대하였다. 이때 만난 동업자의 딸이자 친구 전우현의 조카딸인 이인숙(李仁淑)을 만났다. 본처 승계도가 두 아들을 잃고 복부 수술이 잘못되어 아이를 얻지 못하게 되자 방응모에게도 수많은 중매가 들어왔다. 자식들을 병으로 잃은 것이 자신의 불찰이라고 본 승계도는 그에게 작은 부인이라도 들이자는 말을 꺼내기도 했다.
이인숙과의 사이에서 1925년 아들 방재욱(方在旭)을 얻었다. 그러나 셋째 아들 방재욱 역시 1926년 4월에 어린 나이로 요절했다. 1927년 동아일보 정주지국 지국장에서 물러나 고문을 맡았다.
1926년 방응모에게 광산 사업을 제안했던 두 친구가 손을 털고 나갔고, 그의 가족은 돈이 없어 쌀 대신 좁쌀로 좁쌀죽을 먹으며 연명해야 했다. 방응모는 정주군에 사는 비슷한 또래의 먼 친척 방상진을 찾아가 도움을 요청했고, 방상진과 일꾼 대여섯 명, 그리고 후처 이인숙의 친정 쪽에서 얻어온 토지문서를 얻어 자금을 마련, 삭주 다릿골 광산으로 가서 다시 금광을 채굴했다. 금맥은 쉽게 나오지 않았고, 출몰하는 마적떼에게 소와 기구를 약탈당했다. 동시에 빚쟁이들의 독촉에 시달렸으나 1926년 7월 지하 300m 지점에서 금맥을 확보했다. 이후 연간 300kg의 금을 생산, 그는 굴지의 광산업자로 성장해 금맥을 찾아 벼락부자가 되었다. 그는 방상진을 교동금광 총감독에 맡겼다. 이때 그는 최창학에게 임대료에 이자를 쳐서 보내주었다.
그때까지 첫 부인 승계도가 두부를 팔아 가족의 생계를 유지하고 있었다. 그는 미국산 포드 T형자동차를 타고 금의환향했다. 1928년 방응모는 자신의 아호인 춘해를 딴 춘해 장학회를 만들고 장학생들의 모임인 이심회를 만든다. 그 해에 방응모는 교동지역에 파출소 지소를 유치하였고, 마적단에 시달리던 주민들은 그의 송덕비를 세우기도 했다. 1928년에 그는 의정부 직동, 흥선대원군의 별장이 있던 곳 바로 뒤에 위치한 건물을 매입하였다. 여기에서 그는 한용운, 홍명희를 자주 초대했다.
1932년 방응모는 교동광산을 135만원이란 거액에 일본 중외광업주식회사에 매각했다. 그 뒤 1932년 6월부터 조선일보 영업국장으로 활동하다 1933년 3월 조선일보의 경영권을 인수하여 부사장에 취임하였다.
그는 교동광업소를 운영하며 모은 재력을 바탕으로 부사장 재직 중 조선일보의 대주주가 되었으며, 1933년 7월 8대 사주 조만식으로부터 조선일보를 인수하여 제9대 조선일보 사주로 취임, 활동했다. 방응모 취임 이후의 초대 부사장은 이광수, 주필은 서춘이었다.

### 언론, 사업 활동

#### 사회사업과 조선일보 인수 계획
금광 사업에 성공한 그는 영림, 조림 사업에도 투자하였다. 방응모는 배우자 승계도에게서 더 이상 아들을 얻지 못하자 첩 이인숙을 통해 아들을 얻으려고 하였다. 이인숙은 아들을 낳았으나 이 아들은 곧 사망하였다. 아들을 잃은 이인숙은 승계도의 도움을 받다가, 그해 6월 방응모가 있는 광산으로 가 생활하였다. 승계도와 이인숙을 통해 자녀를 얻지못하자 42세가 되던 해인 1924년 친형인 방응곤의 둘째 아들 방재윤을 양자로 입양시켰다.
친조카이자 양자가 된 방재윤은 결혼하였고 이후 손자 방일영, 방우영, 방필영, 과 손녀 방순영, 방숙영, 방선영 등을 낳았다. 방응모는 손자 우영과 일영의 이름을 직접 지어주었다 한다. 그는 방재윤의 장남에게 으뜸으로 영화를 누리라는 뜻의 일영이라 이름을 지어주었고, 둘째 아들에게는 필영, 셋째 아들에게는 형과 같이 영화로우라는 뜻으로 우영이라 지었다. 방재윤은 소학교 교사직을 사퇴하고 조선일보에 입사하였고, 방응모가 경영하던 광산업의 일부도 물려받았다. 그러나 방재윤은 1940년 광산 현장에 나갔다가 병에 전염되어 병원에 입원했다가, 간호사가 주사를 잘못 놓아 방응모보다 먼저 사망하였다. 방응모는 자신이 광산 등을 갈 때는 유독 어린 손자 방일영을 항상 대동했다고 한다.

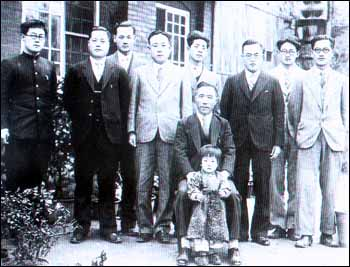
방응모와 그의 장학금을 받던 학생들. 가운데 앉은 이가 방응모이고, 서있는 이들 중 왼쪽에서 두 번째는 방응모의 양자 방재윤.

1930년 배영옥과 결혼하여 딸 방재숙을 얻었다. 1932년 광산업을 정리하였고 언론사업을 비롯하여 육영사업과 조림 및 간척사업 등을 벌였다. 또한 고아원과 사회복지단체에 후원금을 지원하면서 인망을 얻기도 했다. 삭주 지역에서는 그의 송덕비가 세워지기도 했다.
1932년 그는 수원군 팔탄면 노하리 일대의 갯벌에 일본인이 수차례 뚝을 쌓다가 실패했다는 정보를 얻고 임삼진을 통해 조선총독부에 허가를 요청하였다. 간척 사업은 이후 1935년부터 시작되었지만 1932년부터 은밀히 착수되어 왔다.
1932년 6월 15일 조선일보사에 입사, 조선일보 영업국장이 되었다. 그해 11월 23일 조만식이 사장에 재선임될 때, 그는 조선일보 부사장에 추대되었다. 조선일보는 용지 구입이 어려워 빚을 얻어 쓰면서 버텨오던 중 증권거래소에 다니던 동래 사람 임경래에게 빚을 졌고, 임경래는 이를 근거로 조선일보에 판권을 주장했다. 조선일보 기자들과 임경래의 갈등은 계속되어 1932년 6월 1일 조선일보 기자들은 회사에 온 임경래를 강제로 끌어냈다.
1933년 무렵 방응모가 조선일보 인수에 나서기 전부터 그는 한용운을 위한 일이라면 돈을 아끼지 않고 지출하였다고 한다. 지금의 성북동 222번지 언덕에 만해를 위해 기와집 한 채를 지어주었는데 심우장(尋牛莊)이 그것이다. 또한 만해가 일제의 배급을 거부해 생활이 어렵게 되자 만해에게 생활비를 지급했던 방응모는 만해가 병석에 누운 1944년에는 치료비를 지원해주기도 했다. 그 외에도 방응모는 만해 한용운·벽초 홍명희 등과 함께 새해가 되면 백천온천에도 같이 다녀올 정도로 두터운 친분을 맺었다. 1935년 7월에는 경성 태평로1가에 새 사옥을 준공하는 한편, 출판부를 신설해 〈조광〉(1935. 10)·〈여성〉(1936. 6)·〈소년〉(1937. 4) 등의 월간 잡지를 차례로 창간했으며 운영하였다. 한편 1932년 교동 광업소를 정리하여 매각하였다.
방응모의 광산 매각을 일본 정부 측에 알리고 다리를 놓은 것은 고일청(高一淸)이었다.
1932년의 상하이 훙커우 공원 사건으로 체포된 안창호의 사면 탄원과 보석을 위해 노력하였다. 안창호가 윤봉길을 사주했다는 증거가 없으며 그가 테러행위를 지시했다는 증거 자료나 문건이 없다는 것이 방응모의 안창호 탄원 이유였다. 그러나 총독부 경무국장은 그의 안창호 석방 제안을 정중히 거절한다. 1936년 동방문화학원(뒤에 숭문중학교·고등학교 재단)을 설립하고 이사장에 취임하였다. 1939년 9월에는〈조선일보〉의 조간 1회, 석간 2회의 1일 3회 발행을 시작하기도 했다.

#### 조선일보 인수 과정

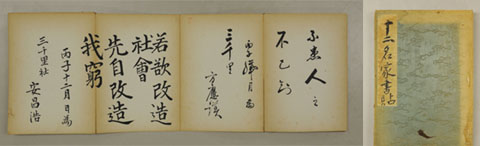
안창호,방응모 공저 십이명가 서첩 (1936년)

그가 조선일보를 인수하게 된 계기로는 조만식 등의 권고로 조선일보를 인수하게 됐다 한다. 주요한 등은 그에게 일본에게 넘어가느니 그가 조선일보를 인수하는 것이 옳다고 계속 설득했다. 조병옥과 주요한 등은 조만식에게 진지하게 조선일보 운영 문제를 숙의하였고, 그 와중에 그의 이름이 나왔다. 1932년 무렵 조선일보는 사채업자 임경래에게 판권이 넘어가 있었다. 조만식 측은 판권을 임대하기 위한 비용을 지불했다.
1932년 8월부터는 그가 조선일보를 인수한다는 소문이 돌았다. 1932년 12월경 조만식은 방응모에게 6개월간의 경험을 바탕으로 조선일보를 인수하라고 적극 설득하였다. 12월 말 방응모는 조선일보 인수 의사를 정식 표명, 조선총독부에서는 인수 자금의 확인을 요구했다. 방응모는 이때 자금을 제시 못했다. 1932년 6월 15일 임경래는 조선일보사에서 쫓겨나자 경성부 명치정 2정목 82번지에 동순태 빌딩에서 논설위원 신일용 등을 영입해 4면짜리 석간 조선일보를 발행했고, 조선일보사 사원들은 안재홍 명의로 조선일보를 계속 발행했다. 이로서 시중에는 2종의 조선일보가 간행되었다. 갈등은 그해 11월 23일에 중재되어 사장에 조만식, 부사장에 임경래, 영업부장 겸 전무에는 조병옥, 편집국장에는 주요한을 임명하여 두개의 조선일보를 통합시켰다.
1933년 초 그는 금광과 광산을 완전히 매각하고, 조선일보를 매입하기 위해 4천원이 입금된 통장을 조선총독부에 제시하였다. 총독부는 판권 문제나 자금 문제는 복잡하다며 기존의 인가 거부를 철회, 종래의 인가를 취소하고 그에게 인가를 다시 내 주었다. 1933년 1월 16일 그는 정식으로 조선일보를 인수했다. 또한 그는 조선일보가 용지, 인쇄기구 부족으로 진 빚을 모두 청산하였다.
경성부에서 생활하면서 방응모는 스스로 사투리를 표준어로 바꾸는 연습을 꾸준히 했다. ㅈ을 ㄷ으로 발음하는 평안도 특유의 발음은 완전히 고치지를 못했지만 어법 만큼은 정확한 경어체를 구사하게 되었다. 또한 조선일보 매입 과정에서 금광 중계 등을 성사시킨 고일청에게 수익의 10%를 주겠다고 약속한 것보다 15만 원을 이자로 쳐서 지급하였다. 동시에 교동 광산 등 광산 퇴직자들에게도 위로금을 보내주었다. 자신이 임명한 광산 총감독 방상진에게는 5만원을, 감독 방흥석에게는 3만 원, 재무담당 이왕백에게 3만 원, 광산 관리담당 노의근에게 3만 원을 주었고, 전기기술자로 근무한 김선태 등에게는 6만원을 주었다.

#### 화성 노하리 간척 사업
1932년 경성에서 조선일보 인수를 준비할 무렵 혹은 광산을 처분할 계획을 세우면서 방응모는 전국에 간척지를 물색하고 있었다. 그가 전해들은 간척 후보지 중에는 수원 노하리(현 화성시 노하리)도 있었다. 수원군 팔탄면 노하리 일대의 갯벌은 일본인 기술자들이 세번을 도전해서 실패한 곳이었다. 방응모는 1935년 조선총독부로부터 산척지 매립 허가를 승인받았다.
방응모에게는 그때 교동 금광을 판 자금 135만원 중 35만원을 광산 처리 자금으로 지출했고, 나머지 1백만원 가운데 50만원은 조선일보사에 투자된 돈이었다. 조선일보사로 투자된 자금 50만원을 제외한 나머지 50만원에서 팔탄면 노하리의 간척 사업 투자금과 조림 사업 투자금이 나온다. 1935년 늦은 봄부터 서포리와 노하리 쪽의 산을 깎고 흙을 실어 날라 둑을 메우는 일을 추진했다.
1935년 방응모는 경기도 수원군 팔탄면 노하리의 간석지 325정보(9만 5천 평)의 땅을 조성하는데, 1km의 제방을 싸호고 바다를 막아서 생겼다. 1935년 조선총독부의 매립 허가가 나오자 방응모의 고향 정주군에서 17 가구가 이주해 왔다. 1937년 제방 공사가 완공된 이후 저수지 공사, 배수로 공사, 정지 공사, 염분 제거 작업 등이 4,5년간 계속되었다. 이때 간척지에 농장을 하나 마련하여 방 농장이란 이름을 붙였다. 그는 1백만 평의 농장을 임삼진에게 관리시켰다. 또한 서포리에서 노하리까지 직선거리로 1km를 연결하는 공사를 추진했다.
염분이 점차 빠지면서 농사가 제법 되기 시작한 이후 이 곳은 7년간 흉작을 했던 적이 한 번도 없는 농토로 변했다. 방응모 송덕비는 간척 사업이 완성된 이듬해인 1938년 10월 팔탄면 유지와 소작인들에 의해 세워졌다. 이후 간척 사업으로 얻은 땅에서 벼 1천 2백 가마가 생산되었으며 참여하는 소작인은 2백20여 호에 이르렀다.

#### 조선일보 인수와 경영
1933년 1월 16일 그는 정식으로 주식회사 조선일보사를 창립, 1월 18일에 발표된 창립 취지서에는 창립위원장 방응모, 창립발기인 방응모, 조만식, 고일청 외 등이 참여했다. 일단 그는 조만식을 사장으로 임명하고 자신은 부사장으로 있다가, 그해 3월 13일 다시 부사장에 취임했다. 4월 25일 편집인 겸 발행인이 되고, 4월 29일에는 조선일보의 조간, 석간제 발행을 부활, 확정시켰다. 1933년 7월 10일 총독부로부터 조선일보사의 법인 등록 승인을 얻어냈다. 7월 10일 조만식의 사퇴로, 조선일보 대표이사 사장에 취임했다. 1933년 그는 자신의 아호를 춘해에서 계초로 바꾸었다. 그는 유능한 문인, 필진의 참여를 이끌어내기 위해 상금 1천 원을 걸고 작가를 영입하였다.
이때 그는 동아일보를 비롯한 다른 신문사의 필진들을 스카웃, 영입했는데 이 중 이광수 등 일부는 자신이 먼저 근무하던 신문사 사주들에게 아무런 동의나 양해를 구하지 않고 방응모의 스카웃 제의에 응하고 이직, 비신사적이라는 지탄을 받기도 했다.
1933년 9월 14일 총 자본금 50만원의 자산으로 주식회사 조선일보사가 법인 등기를 마쳤다.
1934년 3월 25일 이광수를 비롯하여 서춘, 김동진, 함상훈, 신태익 등을 조선일보로 영입해 왔다. 그 외에도 정주군 출신 언론인, 작가들이 조선일보로 많이 오게 되었다. 이후 동아일보와 갈등하게 되었다.
1933년 8월의 동아일보 호외에 의하면 "조선일보가 평안도의 돈을 가지고 와서 평안도 사람을 중심으로 신문을 해나간다는 바람에 남달리 애향심이 많은 평안도 독자들은 동아일보를 버리고서 조선일보로 쫓아가게 된 것이 그곳의 대세인 모양이다." 하였다. 동아일보 지상의 소식통은 이광수, 서춘의 의원 해직 사령이 지상에 나타났고 이튿날 소식통은 "그 두 사람은 방응모가 정주신문을 만들겠다고 조선일보로 데려갔지"라고 하였다. 동아일보의 반응에 어떤 인사는 "동아일보에는 요새 담양군 사람이 세 사람이나 들어갔지. 방응모가 정주 사람만 쓰면 송진우라고 담양 사람 못쓸라구?"라고 하였다.
그밖에도 시중에는 그가 안창호를 조선일보로 영입하려 한다는 소문이 돌았고, 이는 그대로 윤치호에게도 전해져 윤치호 일기에 실리게 되었다. 윤치호는 방응모가 영입한 이들 중 이광수의 딱한 사정을 배려해준 김성수나 송진우에게 일절 통보 없이 조선일보로 이직한 이광수를 비토하였다.
이광수가 조선일보로 옮겨와 부사장직에서 9개월 근무했다. 당시 조선일보 내부에서는 문모 라는 이가 이광수의 등장으로 자신의 입지 약화를 우려해 오랫동안 이광수를 내보내려 흉계를 꾸몄다고 한다. 이광수는 1934년 5월 25일자로 돌연 사임하였다. 문모는 그에게 오히려 잘 됐다는 식으로 말하다가 방응모에게 호되게 혼이 났다. 그리고 문모로 하여금 즉시 금강산에 들어가 이광수를 다시 데려오게 했다. 그러나 이광수는 아들 봉근(당시 8살)의 사망 등으로 실의에 빠졌고, 1935년에 가서야 이광수를 조선일보 고문이자 필진으로 재영입하게 됐다.

#### 자선 기부와 사회사업 활동
그가 신문사를 운영하게 되자 "덕대 출신의 신문사 사장"이라는 멸시적인 시각도 나타났다. 그러나 이런 멸시적인 시각은 일본의 감시를 약화시키는데 도움이 되었다 한다. 1933년 여름 당시 부산에 주재하고 있던 조선일보사 기자 오재동이 일본인이 찍은 구포 지역 일대의 수해 현황 필름을 입수해 조선일보 본사로 올려보냈다. 동아일보 지국장 당시 정주군 수해구제회를 조직해본 경험이 있던 그는 수해지역 구제 활동을 계획, 모임을 조직한다.
1933년 6월 4일 조선일보 부사장으로 재직 중 개인 명의로 1천 원을 기탁하고, 회사 명의로 5백원을 내 구호금을 영남 수해지역에 보냈다. 그해 7월 21일 서해안 지방에 태풍이 올라와 진남포와 평양에 고깃배 3백여 척이 행방불명되었다. 이 태풍은 동해에도 폭풍우를 몰아붙였다. 방응모는 수해 구호대를 조직 활동을 지원하고, 물자를 지원했다.
1933년 11월 이광수와 함께 2주간 일본 언론계를 시찰하고 돌아왔다. 귀국 후 보성전문학교에서 주최하는 전국웅변대회에 후원금을 기탁하였다. 그러나 동아일보에서는 다소 냉담하게 반응했다.
1934년 5월 5일 어린이날을 기념해 그는 신문사 비행기를 띄워 에어쇼를 진행하였다. 무료로 개최한 비행기 에어쇼에는 제6회 서울 유치원 원유회 축하 비행으로 개최되었고, 2천여 명의 유치원 어린이 및 학부모, 3만 명의 관중들이 모였다.
1933년 당시 방응모는 개인적으로 1만 2천여 원을 장학금으로 지출했다. 그는 학생 장학금 지원을 계속 추진, 1933년 12월 12일에는 그의 장학금을 받고 학업을 마친 학생들이 이심회라는 이름으로 조직되었다. 그는 이심회를 통해 장학생 지원, 장학생 모임 등으로 조직을 다져나갔다.
이심회는 다시 모임을 서중회(序中會)로 이름을 바꾸고 계속 유지되었다. 서중회로 명칭을 바꿀 당시의 회원 수는 60명이었다. 그의 장학생 모임이자 장학재단인 서중회는 조선일보가 강제 폐간된 뒤 1940년 이후 서중회의 장학재단적 성격은 동방문화학원으로 이전되었다.
1934년 6월 2,3일 사이 연평도 근해에 큰 폭풍우로 조기잡이로 몰려 있던 어선 1천5백척이 파손되고 어부 2백명이 실종되며 부상자가 140명이 나타났다. 이때 그의 명의로 1백원, 사원 일동이 37원 45전을 모아 구호금을 현지로 보냈다. 7월 21일에는 삼남 지방에 폭우가 쏟아지자 영산강 유역과 김해 지역이 물바다로 변했다. 방응모는 비행기를 동원, 수해 구제 사업을 실시했다. 이때 수몰지구에 고립된 이들에게는 비행기로 빵을 실어다가 공수하게 했다.
육로로는 사원 10명을 급파하여 취재 활동을 벌였는데, 사원이 김해 지국장과 함께 현지로 차를 몰아 사진을 찍고 나오다가 길이 모두 물에 잠겨 자동차가 물에 휩쓸릴 뻔하기도 했다. 방응모는 앞장서서 기자들을 내려보내고 독려했다. 삼남 지방의 수해와 관련해서 조선일보사가 5백 원, 방응모 개인 명의로 5백 원, 사원 일동이 70원을 내어 1070원의 구호금을 모금하기도 했다.
그는 인재 양성을 위해서는 아낌없이 베풀었지만, 집안 식구에게는 항상 검소하고 소박하게 살 것을 강조하여 그의 가족이 닭 한마리 먹어 보지 못했다고 한다. 이는 자부 이성춘과 동행했던 그의 한 친구와, 이화여대와 동국대학교 교수를 역임한 박봉주가 증언하였다. 그밖에도 아동문학가 윤석중, 국회의장 민관식 등이 그가 가족에게 근검절약했다고 증언하였다.

#### 압수 필화 사건
1934년 4월 1일 조선총독부 경무국은 비상시를 이유로 재향군인회 회원과 청년단원에게 경찰훈련을 실시하도록 하는 안을 전(全) 조선 경찰서장회의에 제안했다. 그러자 조선일보의 어떤 기자들은 경찰력의 증가를 규탄하는 <경찰력과 허생(許生)>이라는 제목의 논설을 실어 압수됐다. 그러나 압수 사태를 만든 이들에 대한 처벌을 가하지 않았다. 그는 '언론 경영인의 위치에 서서 편집에 대해 간섭을 하지 않았다'는 것이다. 또한 '신문 압수로 인해 편집국 직원들이 사장의 눈치를 보았는데 너무 의외여서 놀랐다.'는 증언도 있다.
1934년 여름 문자보급 운동을 재개하고, 같은 해 11월 24일부터 30일까지 열린 조선박물전람회를 주최하였다. 조선일보사에서는 1930년부터 한글원본 교재를 발행, 문맹 퇴치 운동을 전개해 나갔다.

#### 소년잡지 개설 및 장학 사업
1935년 그는 조선일보 15주년 기념 및 새 사옥 낙성을 기념하여, 신문 문화 전람회를 12일간 개최하였다. 그해 6월 11일 고속윤전기를 수입해온 뒤, 새 사옥부지를 마련하여 6월 12일부터 7월 6일 태평로 1가에 새 사옥을 건립, 낙성하였다.
1936년 그는 소년에게도 잡지를 읽게 하겠다며 소년잡지를 시작, 제목도 소년이라는 이름으로 발간하였다. 조선일보의 자매지인 소년지를 발간하면서 필진으로 윤석중 등을 영입했다. 윤석중은 일본에 유학가서 공부를 좀더 할 생각을 방종현과 백석에게 말했더니 이 뜻이 그대로 방응모에게로 전달되었다 한다. 1939년 4월에 일본으로 건너간 윤석중은 방응모의 양손자 방일영과 가깝게 지내게 되었다 한다. 윤석중은 일본 유학 시 방응모로부터 월 30원의 장학금을 지원받았다. 윤석중에 의하면 "나는 이것 말고도 마해송을 통해 얼마동안 30원씩을 더 받았어요. 아마도 방일영과 같이 있었기에 월 30원 이상의 혜택을 받은 것 같았어요. 나는 1943년 봄 징용장을 받고 피해서 귀국했지요"라 하였다.
그는 이념이나 출신과 상관 없이 장학생을 선발했는데, 지원 사유가 타당하다 하면 바로 학비를 부쳐주었다. 1940년 폐간 때까지 월 60원씩 70여 명에ㅔ게 매월 학교로 송금해서 찾아 쓰게 했다. 이 중에는 김기림, 문동표, 박치우, 백석, 이원조, 이갑섭, 정근양 등이 있어 서중회 회원으로 활동하기도 했다.

#### 영흥 조림 사업
방응모는 1935년 4월 12일 조선총독부를 통해 함경남도 영흥군 일대의 국유림에다 조림 사업을 벌일 계획을 세우고, 국유임야 대부를 신청한다. 당시 조선 총독 우가키 가즈시게는 이 신청을 받아들여 4개월 만인 1935년 8월 27일에 임정 103호로 조림 사업을 허가했다. 조선총독부 임정 103호의 통허장 문서에 의하면 함경남도 영흥군 단속산의 국유림과 월음령, 칠십령의 국유림, 그리고 향산리의 국유림 등을 8~10년 간에 걸쳐 조림하기로 되어 있다.
그가 국유지를 임대해서 나무를 대대적으로 심은 곳은 영흥군 선흥면 자산리 산 6-2, 태화리 산 64, 단속산 3의 국유림 1470정 3단 3묘보의 면적에 대한 조림은 1935년 8월부터 만 8년간 총 302원 28원의 대부료를 물고 조림하는 것이고, 영흥군 선흥면 자산리 산 157-2, 성리 산 6, 남흥리 산 10, 서상리 산 89, 태화리 산 232, 향봉리 산 5, 향산리 산 87 인풍리 산 136, 용남리 산 3-1, 용신리 산 72, 용수리 산 61, 향산리의 국유림 3493정 6단 9묘보는 1935년 8월부터 10년간 694원 30전의 임대료를 내고 조림하는 것이며, 선흥면 태화리 산 158, 인풍리 산 83-1, 산 83-2, 산 83-4, 산 83-7, 산 83-9, 수상리 산 22, 용수리월음령 산, 용반리 산 22, 산 37, 용산리 산 1번지, 용반리 산 45, 산 50, 원각산 용산리 산 81, 응봉 1 등을 포함하는 5843정 9단 3묘보의 면적에는 1935년부터 만 10년간 1158원 3전의 임대료를 내고 조림하는 것이었다.
방응모는 영흥군 선흥면 성리 외 12개 리의 임야 조림 사업을 실시하기 위하여 계초사임업부라는 전담 부서를 두고 사업 주임으로 아들 방재윤을 앉혀 관리 책임을 맡겼다. 함경남도 영흥군 선흥면 성리로부터 12개 리의 면적 1만 8백 정보는 1정보당 3천 평으로 계산한다면, 3240만 평의 면적이 된다. 1936년부터 서상리 산89-1의 34정보에 조선소나무 4만 그루를 심기 시작, 선흥면 성리 270=2에 밭 519평, 27-1에 대지 151평 등 670평의 토지를 확보하여 근거지로 삼고, 묘포 단지를 운영했다. 이 묘포 단지에서 낙엽송과 오동나무를 대량으로 재배했다. 묘포 단지에서 나오는 묘목이 부족하자 경기도 수원의 부국원이라는 묘목상에서 묘목을 구입하여 서상리 산 89의 134정보와 성리산 6의 5정보에 낙엽송 1백만 그루를 심었다. 묘목이 부족하자 다시 영흥군 도량리에 따로 3천 평의 토지를 매입, 여기에 씨를 뿌려서 나무를 기르게 했으며 방재경에게 책임을 맡겼다.
이때 천연 잡목 보유 면적도 파악할 겸 재측량을 실시했다.
1936년부터 1941년까지 9만 5039원을 투자하여 조림 사업을 꾸준히 해 나가자, 당시 일본의 조림회사 스미도모사 임업부가 30만원에 사겠다고 제의해왔다. 그러나 방응모는 이를 단호하게 거절했다. 그밖에도 후일 미군 제2사단이 주둔하게 되는 그의 별장 주변에 밤나무와 뽕나무를 심었다.
1939년 8월 조선총독부 농림국장은 사업 부진이라는 이유로 식재 묘목의 공급이 원활하지 못한데 원인이 있다며 영흥 역전 앞의 6단보 묘포를 확장하라 하였고, 우량수묘를 생산하기 위해서 함경남도 산림회의 알선을 받아른 등 구체적인 간섭을 하기 시작했다. 그러나 이는 화전민 430호와 내림지 거주 34호를 내보내라는 것이었다. 그러나 방응모는 압력에 굴하지 않고 계속 조림사업을 추진해나갔다. 1940년 5월까지 함경남도 영흥군 선흥면 성리 외 12개 리에 포함된 10807정보에 329만 2002그루의 나무가 식재되었는데, 조선송, 낙엽송, 적송, 오동, 밤나무 등 5종을 심고 키우는데 7만원이 투자되었다. 그의 조림사업이 성공하자, 조선총독부는 1941년 1월 8일자로 함경남도 영흥군 소재 단속산의 3외 5개 국유림 임대지에 관한 시업방침과 세부적 사업계획서를 작성해서 1월 13일 오전 중으로 지참, 임정과 처분계로 출두하게 했다. 그는 스미도모 사로 매각하라는 요구를 1941년까지 계속 거절하며 계속 조림지를 지켰다.
1941년 봄 연인원 1318명을 동원하고, 1845원 20전을 들여서 나무 35만 7700그루를 심었다. 그러나 총독부의 간섭은 심해져서 1941년부터 1943년까지 매년 매월별 조선송, 낙엽송, 적송, 오동, 밤나무 등 5종의 나무를 심는 계획서를 제출하라는 공문이 계속 날아왔다. 임업사업부와 조림 사업은 1945년 광복 직전까지 계속되었고 김봉원 등의 대리인을 수시로 현지에 보내 사업진행을 직접 파악하였다.

#### 동방문화학원 재단 설립
방응모는 1936년 방농장의 소유권을 기본 자산으로 하는 재단법인 동방문화학원(東邦文化學院)을 설립했다. 동방문화학원은 학교 법인으로 인가된 재단 법인으로, 그뒤 고계학원과 인연을 가지고 1936년부터는 보성고등보통학교를 후견하였다. 그러나 얼마 뒤 분리되었다. 그뒤 방응모 장학생인 서중회 회원들을 위한 방응모 장학사업을 주관하였다. 1940년 조선일보가 폐간되자 태평로 구 조선일보 사옥 안에 동방문화학원의 간판을 달고 조광지 잡지를 계속 발행하는 조광사와 함께 일하게 되었다.

### 일제 강점기 후반

#### 중일 전쟁 전후
중일전쟁 개전 직후인 1937년 7월 11일에 열린 조선일보 간부회의에서 주필 서춘이 '일본군, 중국군, 장개석씨'등으로 쓰던 용어를 '아군, 황군, 지나, 장개석'으로 고치고 일본 국민의 입장에서 논설을 쓸 것을 주장했다. 이에 대해 편집국장 김형원과 영업국장 김광수가 적극 반대를 하기도 했으나, 방응모는 '일장기말소사건으로 동아일보가 이미 몇 십만 원의 손해를 보았을 뿐 아니라 3.1 운동 때처럼 신문이 민중을 지도할 수 없다'면서 서춘의 입장을 지지했다. 한편으로 방응모는 수양동우회 사건으로 투옥된 안창호를 조선일보에 영입하려 노력하였다. 그러나 안창호는 옥중에서 얻은 간질환과 폐질환 등으로 고생했고, 진료비 등을 수시로 지원하고 문병했음에도 출옥후 얼마 뒤에 사망한다.
1933년 이심회(以心會：후에 序中會, 방응모장학회 등으로 명칭이 바뀜)라는 장학회를 만들어 국내 대학생과 해외유학생들에게 학자금을 지급하기도 했으며, 재단법인 동방문화학원(東方文化學院：지금의 숭문중·고등학교 전신)의 이사장직을 맡기도 했다. 또한 자신의 막대한 재원을 들여 1936년부터 함경남도 영흥군 일대에 당시로는 상상하기 어려운 대단위 조림사업을 벌였으며, 그 전 해인 1935년부터는 경기도 수원군 팔탄면 일대에서 만 2년간에 걸친 간척사업을 벌이기도 했다.
1937년 12월 24일 안창호는 병보석 판정을 받고 재판소가 지정한 현 서울대학교병원인 경성제국대학 병원에 입원하고 있었다. 안창호의 입원 중에 시중을 든 사람으로는 안창호의 외조카 김순원과 청년 박정호 두 사람이었고, 나중에는 이응준 장군의 부인 이정희가 끝까지 지성껏 간호하였다. 안창호는 병상에서 병원비 문제로도 고초를 겪었다. 이 때문에 조만식은 일본 경찰로부터 안창호의 병원비를 대지 말라는 경고를 받았음에도, "내가 먹고 살면서 그 선생을 돌보지 않을 수 없다"며 완강히 거절하고 안창호를 도왔다고 한다. 입원비는 10일마다 120원씩 나왔다. 안창호의 간호를 같이 도와주던 이응준 장군 부인 이정희는 10일마다 계산되어 나오는 병원 입원비로 안창호 선생이 괴로워하는 표정을 지켜볼수 없었다고 진술하였다. 방응모는 5백원의 수표 한 장을 안창호에게 전달하였다. 50일간의 입원비였다. 그러나 안창호는 1938년 3월 10일 밤 12시 경성제국대학 병원에서 운명하였다.
1938년 3월 12일 안창호의 장례는 조만식의 주관 하에 조촐하게 치러졌다. 당시 방응모는 일본경찰의 저지에 응하지 않고 자가용으로 장례행렬을 뒤따르겠다고 고집하여 총독부 경찰에서 완곡유지시켰다 한다.

#### 향토문화 조사 사업과 국산품 애용 운동
1936년 봄 노산 이은상이 찾아와 향토 문화 조사 사업을 같이 벌이자고 제안하였다. 이은상에 의하면 '총독부가 까탈스럽게 압박하는 통에 직선적인 저항은 어렵고 하니 문화운동 차원에서 우리의 정통성을 발굴할 목적으로 제안했다.' 한다./ 방응모는 돈과 관계 없이 해보자고 동의하였고., 사업은 1938년 2월에 들어서 시작되었다.
방응모는 향토문화 사업위원회를 사옥에 개설하였다. 1938년 2월 16일 서울 조선호텔에서 모임을 열고 향토문화 조사 사업의 개요를 발표하였고, 조선 각 지방의 연ㅇ혁, 지세, 유래, 연혁, 산천, 사찰, 향교, 서원, 명승고적, 민속, 민요, 춤, 방언, 속담, 신화, 전설, 인물, 토산품 등에 대한 문화 자료를 실제로 답사, 조사하여 13권의 책으로 발표할 계획이었다.
1938년 3월 5일부터 방응모는 각 지방에 책임조사원을 보냈는데, 이은상은 전라남도에, 문일평은 경기도, 황의돈은 평안북도 등에 책임조사원으로 파견되었다. 그리고 현지에서 올라오는 보고서를 향토문화를 찾아서 라는 제하로 조선일보 지면에 연재케 했다. 그러나 이 사업은 조선총독부의 중지로 1940년 중단되었다.
1938년 4월 25일부터 조선일보사 대강당에서 조선 특산품 전람회를 개최하였다. 관람객의 수는 10만 명이 넘었고, 당초 10일 예정인 5월 4일을 넘겨 4일을 연장한 끝에 5월 8일에 막을 내렸다. 행사 중 조선일보사 건물 공터에 가설무대를 만들어 연예인들을 초청하고, 산대도감, 봉산탈춤, 꼭두각시춤, 맹인재담, 짠지패, 걸궁패, 박춘재 재담 등의 공연을 섭외하고, 가까운 부민관에도 8도 여류 명창 경연대회, 고전무용대회, 춘향전, 심청전 등의 판소리 대회 등을 5월 4일까지 진행했다. 1938년 4월부터 방응모는 조만식 등과 함께 국산품 홍보 운동을 펼쳤다. 조선일보사의 사옥 건물이자 폐간 이후에도 그가 소유하던 태평로 건물에 조선 각지의 특산품 홍보 팜플렛과 유인물, 사진 등을 전시하고 시중에 홍보하였다. 그는 조선측산품 전람회, 애독자 증정용 극동 시국지도 발간 등을 추진했다.

#### 조선일보 폐간 사건
일본의 전쟁이 격화되면서 조선총독부 공보국은 조선일보와 동아일보를 1940년에 강제로 폐간조치 했다. 광산을 팔아서 자신의 모든 것을 조선일보에 바쳤던 방응모는 큰 절망과 좌절을 느껴야 했다. 한용운은 ‘신문이 폐간되다/ 붓이 꺾이어 모든 일이 끝나니…’로 시작하는 시를 지어 방응모를 위로했다. 동아일보에는 김성수 외에도 장덕수와 송진우가 있었지만 그에게는 조선일보 폐간을 막기 위해 총독부와 교섭할 인물도 없었다.
1938년 2월 조선총독부의 언론통제정책에 협조하기 위해 조선 내 일간신문 25개사로 조직된 조선춘추회의 창립에 창립발기인으로 참가했고, 조선춘추회 간사로 활동했다. 같은 해 7월 “국민정신을 총동원하고 내선일체 전 능력을 발휘하여 국책 수행에 협력하여 성전(聖戰)의 궁극적 목적을 관철”하기 위해 조직된 국민정신총동원조선연맹의 발기에 참여했고, 그날 결성된 경성연맹 창립총회에서 상담역을 맡았다. 9월부터 조선방공협회 경기도연합지부 평의원을 지냈다. 10월에 국민정신총동원조선연맹이 주최한 비상시 국민생활 개선을 위한 제1회 생활개선위원회에서 제2부(의례와 사회풍조 쇄신부) 위원으로 위촉되었다. 그러나 1938년 10월부터 조선총독부는 조선일보의 신문용지를 검열, 통제하기 시작했다.
1938년 6월 14일 방응모는 음악학교나 음대를 갓 졸업한 신인 음악인을 소개하는 신인음악회를 부민관에서 개최한다. 그러나 신인음악회는 조선총독부의 금지 요청으로 3회만에 중단된다. 38년 11월 26일부터 5일간 부민관과 조선일보 본사 대강당에서 조선영화 감상회, 조선영화 전람회, 조선 영화 시나리오 현상모집의 3개 행사를 주최했다. 그러나 역시 3년만에 총독부의 압력으로 중단되고 만다.
1939년 2월 조선인의 군사동원을 위한 지원병 참가를 독려하기 위해 조직된 경성부지원병후원회 고문에 추대되었다. 7월에 영국 타도를 주장하며 전국 차원에서 적극적 배영운동을 벌이기 위해 결성된 배영동지회(排英同志會)의 상담역으로 선출되었다. 1940년 3월 잡지 《조광》의 발행인으로 취임했다.
1940년 4월 30일 영흥 계초사임사업부 책임자로 있던 양자 방재윤이 간호사가 잘못 놓은 주사로 사망했다. 식중독으로 병원에 실려가 주사를 맞았다가 쇼크사하였다.
양자 재윤을 잃고 나서 그는 허탈감을 뽕나무로 달랬다 한다.
양근환이 석방되어 20년만에 귀국하였다. 그는 막걸리 마실 돈도 없어 방응모를 찾아갔다. 조선일보 비서실에 양근환이라는 이름 석자의 명함을 내밀면서 "나는 방응모 사장을 알되, 방 사장은 나를 모르겠지만 이렇게 찾아왔소"라고 하였다. 방응모는 즉시 거액의 수표를 그에게 건네주었다.
1940년 5월 조선총독부 총독 미나미 지로가 방송담화로 창씨개명을 권고했다. 그러나 그는 부모에게 물려받은 성씨를 이제 와서 내 마음대로 바꿀수 없다며 창씨개명은 완강하게 거절했다. 1943년 화신백화점 점원 출신인 노호용과 결혼하였다. 1940년 6월 초 명월관 요정에서 예약손님을 받을 때 흰 갱지로 음식을 덮은 것을 보고 트집잡았다. 일본 경찰 간부들은 상에 덮인 흰 갱지를 보고 이것이 어디서 나왔느냐고 따졌고, 식당 주인은 동아일보사에서 파지를 구입해 쓴다고 대답하자 통제물자인 신문용지는 배급제로 공급되는데, 이 용지를 불법처분했다 하며, 이것을 경리부정으로 몰고 갔다.
그러나 조선일보에 트집이 잡힐 일이 나타나지 않자 총독부는 전국 면사무소에 조선일보 신문 구독을 거절하도록 명령을 내렸고, 동시에 조선말을 쓰는 민원인에게는 일을 처리해주지 말도록 하게 했다. 조선총독부는 송진우의 예금통장을 문제삼았다. 송진우 명의의 은행저금이 동아일보의 8백여 개의 지국과 분국을 통해 모금된 독립운동 자금이라며, 그리고 동아일보 간부들이 백운장이라는 요정에서 회식을 한 것을 김성수 집에서 비밀결사를 조직하려 했다는 등의 이유로 백관수 동아일보 사장을 전격 구속했다. 동아일보는 백관수가 구속된지 10일 만에 서울 종로경찰서에서 동아일보 중역회의를 열고 폐간신청했다. 총독부는 조선일보에도 자진 폐간을 권고했고, 1940년 8월 9일 편집회의를 주관, 8월 10일 조선일보의 폐간계를 내고, 8월 10일자로 폐간하였다.

#### 잡지 발행 활동
신문 강제 폐간 뒤 방응모는 간판을 조광사로 바꿔 걸고, 사옥은 동방흥업주식회사로 등기를 변경해서 유지했다. 이후 그는 조광 잡지 발행에 전념했다. 1943년 8월 경 일본 중앙대학의 예과를 마친 방일영이 입사, 필진으로 참여했다. 조선일보가 폐간된 후에도 방응모는 벽초 홍명희 부자에게 지속적으로 생활비를 대주었다.
1940년 속담대사전, 조선창극사, 조선시조시학, 조선요리학, 세계명인전 상중하 등을 발행했다. 이후 조선사화 등을 발간했는데 다량의 부수로 간행하여 다시 흑자가 되었다.
1943년 평안북도 정주에 있는 부인과 며느리를 비롯한 가족 전부를 상경시키고, 서울 충정로의 저택을 매각, 동대문밖 남산 밑 양사골에 전세집을 얻는다. 그리고 고향의 99칸 한옥을 헐어 양주군 의정부에 옮겨 지었다.
1944년 손자 방일영이 학도병으로 끌려가게 되었다. 방응모는 손자의 학병 징집을 단호히 거부했다. 방응모는 백방으로 학도병을 피할 수 있는 구실을 찾으려고 연구하다가 경성부의 유명한 의사 백인제를 찾아갔다. 백인제는 처음에 난처해했으나 방응모의 거듭된 간청으로, 곤란합니다 라는 말만 되풀이하다가 결론은 손자 방일영의 생살을 칼로 째는 수술을 결정했다. 방일영에 의하면 "나의 왼쪽 뺨의 귀 밑에서 턱까지 생살을 째는 수술이 시작되었다." 한다. 이로 인해 방일영의 징집은 연기되었으나, 균이 들어가서 네 번이나 수술을 더 했다 한다. 그러나 양주군수 김정제가 찾아와 학병 문제를 계속 거론하였다. 그는 할 수 없이 방일영을 징집이 면제되는 면서기로 들어가도록 합의했다.
1944년 6월 29일 만해 한용운이 사망했다. 그는 심우장을 찾아가 3백원을 내놓았다.당시 쌀 10가마가 100원이었지만, 심우장은 당장 현금 1원이 없었는데 거액이라서 놀랐다 한다.
1944년 아들 방재선을 얻었다. 이후에도 방응모는 노호용과의 사이에서 방재효, 방재규 등 두 아들을 출산하였다. 1944년 9월 군수산업체인 조선항공공업주식회사 설립에 창립발기인으로 참여하고, 이후 조선항공공업 감사에 피선되었다.

### 광복 이후 언론 및 정치활동

#### 광복 직후

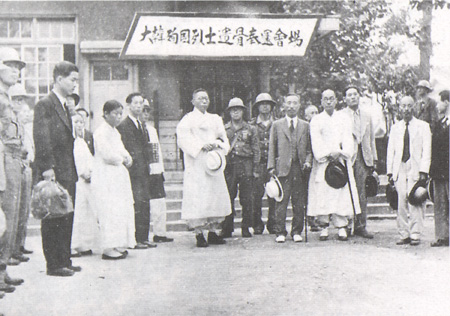
1946년 3월 순국3의사 유해봉환일 김구, 위당 정인보 등과 함께

1945년 8.15 광복 후에는 8월 말과 조선재외전재동포구제회(朝鮮在外戰災同胞救濟會) 고문과 건국준비위원회 위원에 선출되었다. 그러나 9월 초 안재홍 등이 좌경화되는 건준체제에 반발하여 건준을 탈퇴하자 방응모 역시 건준을 탈퇴하였다.
9월 2일 미군정이 주둔하자, 방응모는 윤전기를 찾기 위해 폐간 당시의 증빙서류를 미 군정청에 제시하였으나 소식이 없었다. 총독부는 조선일보 폐간 직후 인수한 윤전기를 경성일보사에 옮겨서 설치했다. 그는 동방문화재단 외 4개 사업소를 적산으로 파악한 미군정을 설득하고, 사옥 문제도 해결하였다.
10월 1일 조선일보 편집위원회를 구성하고, 신문 복간 운동을 추진했다. 조선총독부의 폐간 지시 당시 의정부로 옮겨놓은 일부 활자 자모음이 잘 보관되어, 그해 11월 23일 조선일보를 복간시키고, 서울신문사 사옥에서 조선일보 복간호를 간행하였다. 이후 조선사회문제대책중앙협의회 중앙위원을 거쳐 10월 16일 이승만(李承晩) 등의 주도로 독립촉성중앙회가 결성되자 독촉에 가입하였다.
11월 임시정부 요인이 귀국하자 김구가 이끄는 한국독립당에 입당했다. 12월 안재홍의 추천으로 한국독립당의 중앙상무위원으로 선출되어 3~4개월 동안 활동했다. 그 뒤 대한국민총회 발기인, 대한독립애국금헌성회 발기인 등으로 활동하였다.

#### 조선일보 복간 및 군정기 활동

임시정부 각주이자 한독당 당수 김구. 방응모는 한국독립당의 중앙상무위원과 당 재정부장으로 참여했고, 김구의 반탁운동과 3의사 유해 봉환 때 자금을 댔다.

11월 조선일보사를 복간시켰다. 그러나 한동안 조선일보의 인쇄는 서울신문사에서 간행하게 되었다.
1945년 12월 23일 오후 2시 김구가 주관하는 순국선열추념대회에 참여하였다. 순국선열추념대회 위원으로 선출되었다. 김구가 모스크바 3상회담에 반발, 강력한 반탁운동을 추진하자 참여, 12월 30일 결성된 신탁통치반대 국민총동원위원회 중앙위원이 되었다.
1946년 2월 26일 서울신문사 공무국 종업원들이 조선일보의 인쇄를 거부해버렸다. 그동안 묵시적으로 방해가 은근히 있었다. 표면상의 문제는 임금 문제이나 내용상으로는 조선일보에 대한 조선공산당의 시위의 일종이었다. 사흘간의 교섭 끝에 2월 28일에 가서야 26일자와 27일자를 소급해서 인쇄하여 신문을 한꺼번에 발행하였다. 그러나 3월 1일과 2일에 또다시 인쇄를 거부당해 결국 휴간하였다. 조선일보를 경성일보사로 옮겨서 인쇄하기로 하고 3월 5일자로 사고로 독자에게 알렸다.
1946년 2월 대한독립촉성국민회 부회장에 선출되었고, 3월 1일 미군정은 방응모에게 경성일보사 관리인으로 위촉했다. 그러나 용지난으로 한동안 신문 발행에 어려움을 겪었다.
4월 29일 김구, 김창숙, 김성수, 오세창 등과 함께 서울운동장에서 윤봉길의사 추모회의 창립 발기인의 한 사람으로 참여하였다. 그해 5월 조선공업구락부 고문에 위촉되었다. 6월 29일 민족통일총본부(民族統一總本部) 10인협의회 위원으로 선출되었다. 1946년 6월 15일 오후 5시 40분 서울역에 마중나가 서울역에 도착한 삼의사 유골을 영접하였다. 이어 태고사(太古寺)에 마련된 빈소에 참석하였다. 동 6월 29일 민족통일총본부 협의원에 지명되고, 1946년 8월 한국독립당 중앙집행위원에 선출되었다. 8월 25일에는 한국독립당 중앙상무위원의 한 사람에 선출되었고 1946년 9월 독립촉성국민회 총무부장에 선출되었다.
1945년 광복 직후 서기원이 그를 찾아왔다. 서기원은 그때 경성농상실천학교의 동창회로부터 이 학교의 교장이 되어 달라는 부탁을 받은 것이다. 방응모는 서기원의 제의를 받아들여 1946년 8월 28일 동방문화학원 이사장으로 숭문상업학교를 인수, 재단 이사장이 되었다. 후일 방응모가 6.25 전쟁 중에 납북된 후 동방문화학원과 숭문중,고교의 재단은 최용진이 운영하다가 다시 1978년에 방일영에게 인수되었다.
1947년 1월 21일 제5회 창립위원회를 본사에서 개최하고 2월 23일 주식회사 조선일보사 주주창립총회를 열고 대표이사로 추대되었다. 그러나 공동투자 경영자로 참여시킨 전무 이종민과의 알력이 발생했다. 이종민과의 갈등이 심화되자 그해 8월 3일 방응모는 일단 사직서를 제출했다. 1947년 8월 10일 풍문여고 강당에서 개최된 한인신문기자협회에 참석, 민족청년단에서 언론계 공로자로 방응모, 김성수, 설의식을 지정하여 상을 시상받았다. 9월 13일의 임시 주주총회가 긴급 소집되어 회사 운영 문제가 논의되고, 이때 취체역을 재선임할 때 다시 선임되었다. 그러나 이때 전무 이종민은 재선임에서 제외되었다.

#### 김구와의 결별과 만년
이후 한국독립당 중앙상무위원, 당 재정부장 등을 맡기도 했으나, 1948년 1월 이후 김구의 노선 변경과 함께 그를 지지하던 세력이 떨어져 나가서 조선일보도 김구에게서 등을 돌리게 되었다. 그러나 김구와의 결별이 괴로웠던지 방응모도 직접 나서서 <김구선생의 의견에 대한 우리의 취할바 태도>라는 글을 발표하기도 했다.
1949년 조소앙이 결성한 사회민주주의성향 정당인 사회당에 입당해 동당 문교정책위원장으로 추대되었다. 이듬해 1950년 제2대 국회의원 총선거에서 경기도 양주군에 출마했으나 차점자로 낙선하였다.
1949년 의정부 가능동 별장에 심은 뽕나무들이 무성하게 자랐다. 승계도의 친척 승원호에 의하면 "할아버지(방응모)는 사람들을 시켜 뽕나무를 2년간 키우게 했습니다. 탐스럽게 뽕나무가 자라니까 이번에는 직조 기계를 들여 직조 공장을 세우겠다고 하셨다." 한다. 그러나 그의 방직공장 설립 계획은 6.25 전쟁으로 무산되고 만다.

#### 납북과 최후
1950년 6월 25일 한국 전쟁이 발발했지만 피난을 가지 않고 서울 자택에 머물다가 1950년 7월 6일 납북되었다. 납북 후 행적은 "1950년 9월 28일 트럭에 실려 가다 미군기의 공습을 받아 사망했다"라는 증언만 있고 확실히 밝혀진 것은 없다. 1950년 8월경 개성 송악산 부근에서 미군의 폭격에 희생되었고 심한 폭격으로 시신을 찾을 수 없어 묘도 만들지 못했다는 이야기도 있다. 남한에서는 1955년 7월 7일 생사불명기간 만료로 인해 실종 처리되었다.

1950년 6월 25일 한국 전쟁이 발발하자 주변에서 피신하라고 권했지만 '자신이 무슨 죄를 지었느냐'며 완강하게 버티다가 1950년 7월 6일 경기도 양주군 시둔면 가능리(현, 의정부시 가능동) 자택에 들이닥친 조선인민군에 의해 끌려갔다.

### 사후
서울 종로에 있던 양자 방재윤의 두 아들 방일영과 방우영은 방응모의 첩 이인숙이 찾아가 피신하라고 권고하여 황급히 피신했다. 
9월 28일 개성시 북쪽을 지나 황해남도 서흥군에서 트럭으로 강제 북송되었다. 이후 9월 28일 미군기의 공습을 받아 사망한 것으로 알려졌다.
7월 6일 그의 행방불명처리가 되고, 방응모의 사후에도 조선일보는 그의 명의로 발행되었다. 1952년 4월 28일 조선일보는 발행인겸 편집인을 장기영으로, 인쇄인을 방일영으로, 방응모는 명예사장으로 명의변경하여 휴전 후 계속 발행하게 되었다. 1954년 4월 30일 제8회 조선일보 정기주주총회에서 장기영 사장이 사퇴하면서, 명예사장 방응모가 사장으로 추대되고, 발행인 겸 대표취체역에 방일영이 선임되었다. 이후 실종 후 1959년에 법적으로 사망 처리되었다. 그리고 1970년까지는 조선일보는 그의 이름으로 발행되었다.
1970년 2월 19일 조선일보 정기주주총회에서 방응모 이사를 사퇴 수리하였다. 그의 피폭사망 사실은 1970년대 이후 탈북자들을 통해 대한민국에 소개되었다.

## 친일행위 의혹

### 일제 전시체제기 활동
일제 강점기 말기 언론인으로서 총독부체제에 협력한 기록과 활동이 다수 기록이 있다. 1933년 3월 조선일보 경영권을 인수하고 부사장직에 취임했을 당시 같은 달에 고사기관총 구입비용 1600원을 군에 헌납하였다. 그는 1935년 친일 잡지 《조광(朝光)》을 창간하였고, 1937년에는 경성방송국 제2방송에 출연하여 일제가 중국의 베일을 절멸케하여 극동평화를 지키려고 한다는 강연을 하였다. 1940년대부터 조광에 집중적으로 친일 논설을 기고하고 시국 강연에 참여하여 전쟁 지원을 독려했다. 1942년 6월에는 '징병령 실시에 일층 더 감격하지 않으면 안 될 것'이라는 글을 써서 조광에 발표하였다. 애국금차회(1937), 국민정신총동원조선연맹(1938), 임전대책협의회(1941), 조선임전보국단(1941) 등 대표적인 친일 단체의 회원에 이름이 오르기도 했다.
그는 이런 행적으로 인해 해방정국 김승학이 작성한 친일파 명단에 기록되어 있고, 2002년 민족정기를 세우는 국회의원모임이 발표한 친일파 708인 명단과 2008년 민족문제연구소가 선정해 발표한 민족문제연구소의 친일인명사전 수록예정자 명단에 모두 포함되었다. 친일반민족행위진상규명위원회가 발표한 친일반민족행위 705인 명단에도 포함되었다.
우리 조선일보는 다른 어떤 신문도 따라오지 못하는 확고한 신념에서 비국민적 행위를 단연 배격하여 종국까지 조선일보사가 이미 정해놓은 방침에 한뜻으로 매진한다.— 원산에서의 순회 강연

### 반민족행위 논란
방응모를 친일파로 봐야 하는지에 대해서는 논쟁의 여지가 남아 있다. 조선일보 경영 이전에는 공식적으로 알려진 방응모의 활동이 거의 없었고, 납북된 뒤 소식이 끊겨버린 까닭에 본인이 항변할 수 없는 상황에서 상대적으로 짧은 기간 동안의 행적만으로 친일파 여부를 판단해야 하기 때문이다. 방응모의 후손들이 영향력 있는 조선일보 언론사의 사주를 맡았기에 그의 입장에서 서술한 기록을 많이 남기기도 했다. 예를 들어 1980년 발간된 그의 전기 《계초 방응모》(조선일보사) 등에는 '그가 민족주의적 선각자'로 묘사되고 있다. 방응모가 친일파가 아니었다고 주장하는 일부세력측은 그가 창씨개명을 하지 않았다는 점을 논거로 드는 경우가 많이 있다.
또한 한국정토학회 고문이자 서울 정토사 주지였던 박설산(1918~2007)이 학도병에 끌려가기 직전인 1943년 12월 28일 밤 서울역에서 스스로 왼발을 선로에 올려 발가락을 절단해 징집을 기피하자 방응모는 만해와 함께 세브란스병원에 입원한 설산을 걱정하면서 입원 중 조선일보 기자를 통해 돈을 전달한 것은 물론 퇴원할 때 돈을 전달하고 뒤를 보살폈다고 한다.
2010년 12월, 방응모 관계자들 및 조선일보측은 '친일반민족행위자 결정을 취소해달라'며 법원에 낸 소송에서 원고 패소 판결을 받았다. 법원은 "1944년 조선항공업 창립발기인으로 활동한 부분에 대해 친일행위로 판단한 부분을 취소하지만 나머지 활동에 대해서는 친일 행위로 인정된다."라고 판결했다. 그 이유인 즉 "방응모는 1933년 조선일보 사장으로 취임해 국민총력조선연맹 참사, 조선임전보국단 이사 등으로 활동하며 친일활동을 벌였으며, 1937년 경성방송국 시국강연에서 일본제국이 극동평화를 확립시킬 것이라는 내용의 강연을 하고, 1938년 조선총독부의 언론통제정책에 협조하기 위해 조직된 조선춘추회의 발기인 겸 간사로 활동하기도 했다."는 것이다.
2012년 1월 12일 서울고법 행정7부는 방 전 사장의 손자인 방우영 조선일보 명예회장이 행정안전부를 상대로 낸 친일반민족행위 결정 처분 취소 청구소송에서 ‘일제 강점하 반민족행위 진상규명에 관한 특별법’의 친일 행위 판정 조항에 비추어 방 전 사장에게 적용된 모두는 친일 행위로 인정된다고 판결했다. 재판부는 “민족적 지도자로서 비중이 큰 만큼 그로 인한 책임도 무거울 뿐 아니라 고난의 시기를 겪은 민족으로서 그 역사를 반성하자는 입장에 설 때, 방 전 사장의 여러 행태는 반민특별법에서 규정한 친일반민족행위의 유형에 속함을 부정할 수 없다”고 밝혔다. 1·2심 재판부는 방 전 사장이 자신이 운영하던 잡지 <조광>에 일제 침략전쟁에 동조하고 내선일체를 강조하는 문예물과 일제 침략전쟁에 협력할 것을 주문하는 논문을 게재하는 등의 ‘친일’ 행위를 했다는 점을 인정했다. 또한, 2심 재판부는 일본의 전쟁 수행을 돕기 위해 설립된 군수 제조업체 ‘조선항공공업’의 발기인과 감사를 지낸 것은 “감사는 업무집행에 관여할 수 있는 막강한 권한을 가진 기관으로, 방 전 사장이 이 회사를 운영했다고 볼 수 있다”는 이유로 친일이라고 판단했다.

## 기타
양아들 방재윤은 자신의 자녀 교육에 엄격하였다. 그러나 방응모는 오히려 양아들 재윤을 나무라기도 했다. 방응모는
"그 놈만은 가만 놔둬도 잘 클꺼야. 내레 사듀를 보니까니 그 놈은 디가 먹을 거는 가지도 태어난 놈이디. 놔 둬. 놀 때 열심히 놀아야 훌륭한 사람도 된다."며 말리기도 했다.

### 장학 사업
방응모는 장학사업을 추진하여 고학생들을 후견, 지원하기도 했다. 계초의 장학사업인 서중회는 1934년부터 시작해 1950년 한국전쟁까지 계속 되었다.

## 가계
- 아버지 : 방계준(方桂準)
- 어머니 : 온양 박씨
  - 형 : 방응곤(方應坤)
  - 배우자 : 승계도
    - 아들 2명 요절

  - 배우자 : 이인숙(李仁淑, 1901년 ~ ?)
    - 아들 : 방재욱(方在旭, 1925년 ~ 1926년 9월)

  - 배우자 : 배영옥(裵英玉)
    - 장녀 : 방재숙(方在淑)

  - 배우자 : 노호용(盧鎬龍)
    - 장남 : 방재선(方在善, 1944년 ~)
    - 차남 : 방재효(方在孝, 1946년 ~)
    - 삼남 : 방재규(方在奎, 1948년 ~)

- - 양자 : 방재윤(方在允 또는 方在胤, 1901년 ~ 1940년, 형 방응곤의 차남)
    - 손자 : 방일영(方一榮, 1923년 ~ 2003년)
      - 증손 : 방상훈(方相勳, 1948년 ~)
      - 증손부 : 윤순명 - 윤치호(尹致昊, 1865년 ~ 1945년)의 증손녀
        - 현손 : 방준오(方俊吾, 1974년)
        - 현손 : 방정오(方政吾, 1978년)

      - 증손 : 방용훈(方容勳, 1952년 ~)

    - 손자 : 방필영(方必榮, 1924년 ~ 1926년)
    - 손녀 : 방숙영(? ~ 1951년 1월)
    - 손자 : 방우영(方又榮, 1928년 ~ 2016년)
      - 증손 : 방성훈(方聖勳, 1973년 ~)

## 지인
그는 한용운, 최남선, 정인보, 홍명희 등과 친분관계를 형성하고 어울려 지냈다 한다.
김구의 한국독립당의 재정적 후견인 역할을 하였다 하며, 윤봉길, 이봉창, 백정기 삼의사 유골봉환식 때 김구, 정인보 등과 촬영한 사진이 있다. 그리고 1945년 11월 23일 조선일보가 복간되자 백범 김구는 '有志者事竟成' 뜻을 지닌 자 성취할 수 있다'는 친필 휘호를 보내며 축하했다.
한편 임꺽정의 저자인 벽초 홍명희가 방응모로부터 경제적 지원을 받으며 그와 깊은 친분을 맺었다는 주장이 있다. 《조광》 1938년 11월호엔 홍명희가 병중에 있는 방응모를 위로하며 지은 한시가 방응모의 답시와 함께 실려 있다고 한다. 또한 안창호의 비서실장을 지낸 독립유공자 구익균은 방응모와 안창호가 친밀했다는 주장을 했다.
또한 박설산에 따르면 1943년 만해 한용운에게 학도병으로 끌려가게 되었음을 알리려 심우장으로 찾아가게 되었을 때, 한용운과 방응모가 바둑을 두고 곁에서 정인보가 훈수를 두고 있었다고 한다.
1930년대~1940년대 방응모에게서 장학금을 지원받은 학생 모임인 서중회의 회원들의 그의 인물평은 "첫 인상은 좀 깡마른 모습이었으나 의지가 강한 인물"이라는 평을 남기기도 했다.

## 같이 보기
- 조선일보
- 독립촉성국민회
- 한국독립당
- 중앙일보
- 동아일보
- 조광
- 조만식
- 한용운
- 최남선
- 정인보
- 김구
- 조완구

## 참고 자료
- 반민족문제연구소 (1994년 3월 1일). 〈방응모 : 언론 내세워 일제에 아부한 교화 정책의 하수인 (문영숙)〉. 《청산하지 못한 역사 2》. 서울: 청년사. ISBN 978-89-7278-313-8.
- 강준만의 한국현대사산책:1940년대편 1(강준만, 인물과사상사, 2006)
- 강준만의 한국현대사산책:1940년대편 2(강준만, 인물과사상사, 2006)
- 강준만의 한국현대사산책:1950년대편 1(강준만, 인물과사상사, 2006)
- 민족 계몽의 초석 방응모(이동욱 저, 지구촌, 1998)
- 계초 방응모전(계초전기간행위, 조선일보사, 1980년)
- 계초 방응모(이동욱, 방일영문화재단, 1996)